# Lockheed F-80 Shooting Star

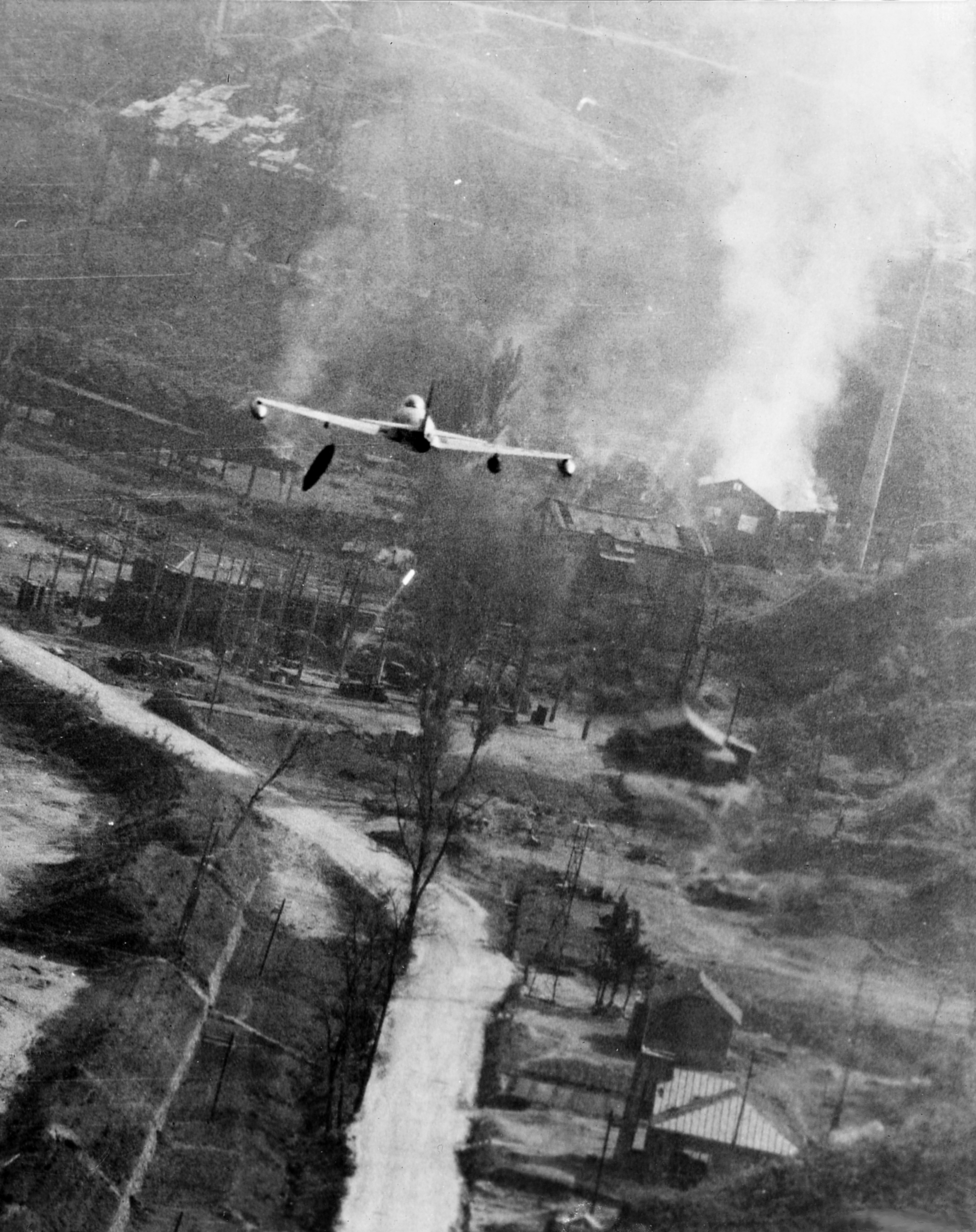
En F-80C släpper napalm över ett mål i Korea, maj 1952.

Lockheed F-80 Shooting Star (före 1948 P-80) var det första jetflygplan som togs i tjänst i US Army Air Forces. Fyra flygplan skickades till Europa i andra världskrigets slutskede, men sattes aldrig in i strid. Flygplanstypen fick i stället sitt elddop i Koreakriget där den gick segrande ur den första luftstriden mellan jetflygplan.
Sommaren 1947 satte överste Albert Boyd hastighetsrekord i en Shooting Star och blev den förste som flög snabbare än 1 000 km/h.

## Utveckling
Utvecklingsarbetet började 1943 som ett svar på det tyska jaktflygplanet Me 262. Flygplanet designades runt den brittiska jetmotorn de Havilland Goblin som utvecklingsteamet på Lockheed bara hade ritningar på. Designteamet om 28 ingenjörer som leddes av Kelly Johnson skulle senare bli känt under namnet Skunk Works. Amerikanerna som var pressade av tyskarnas och britternas stora försprång inom jetteknologi lyckades designa och bygga den första prototypen på bara 143 dagar. Premiärflygningen försenades dock av att den första motorn förstördes av foreign object damage under en provkörning och motorn från prototypen av de Havilland Vampire fick monteras ut och skickas till USA för att ersätta den.
Den första prototypen kallad Lulu-Belle genomförde sin första flygning 8 januari 1944. Den fick snart sällskap av ytterligare två prototyper. Dessa var både större och tyngre då de var konstruerade för den kraftigare motorn Rolls-Royce Derwent som tillverkats på licens av General Electric. Efter en förproduktionsserie om tolv flygplan lade USAAF en order på 344 stycken P-80 i februari 1945. Produktionen fortsatte fram till 1950 då 1 714 flygplan tillverkats.

## Användning

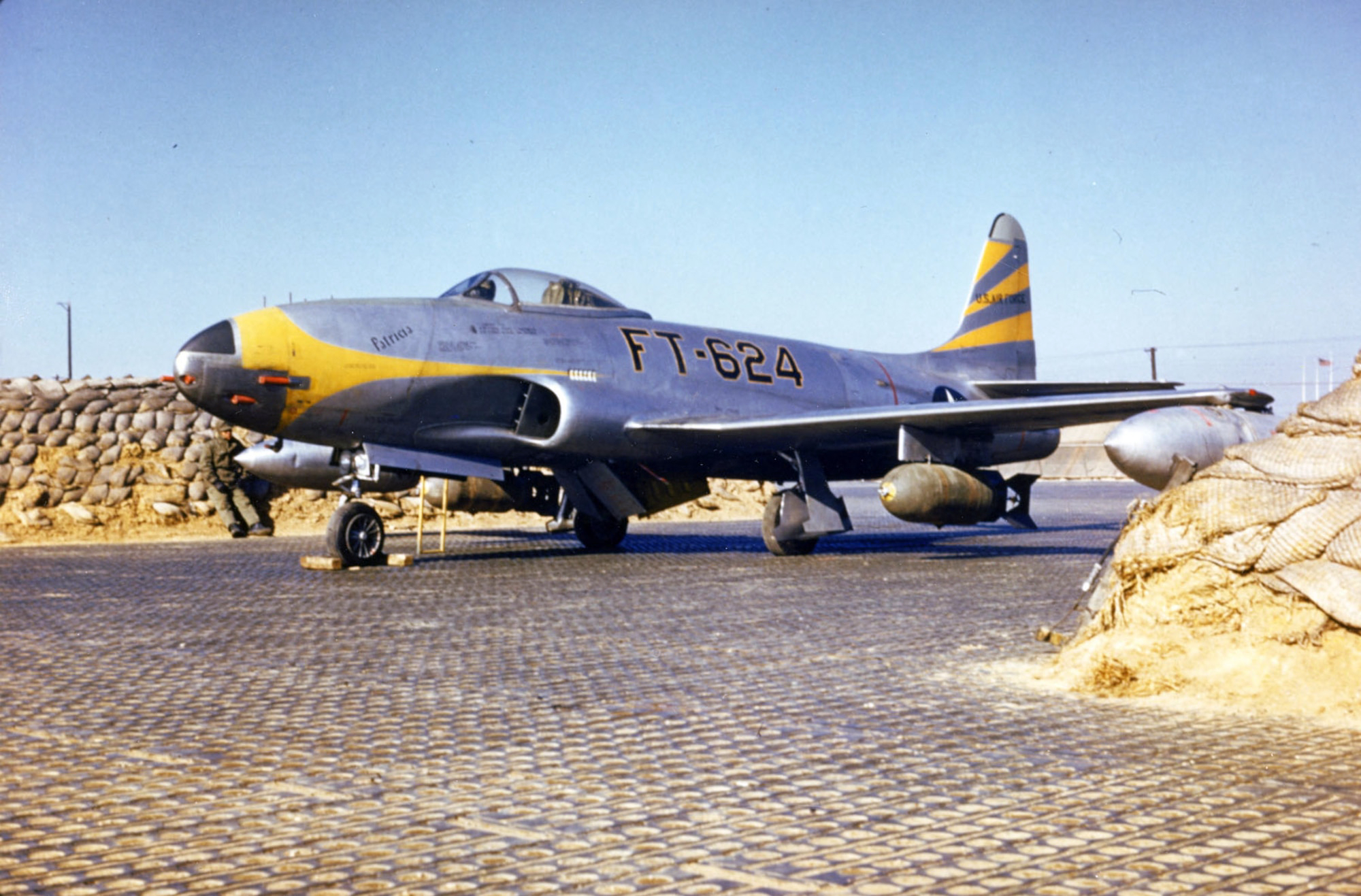
En F-80C beväpnad med två 1000 lb (454 kg) sprängbomber. Korea, 1951.

Av förproduktionsseriens tolv flygplan skickades fyra till kriget i Europa; Två till Burtonwood i England och två till Foggia i Italien. Efter att testpiloten Major Frederic Borsodi dödats i ett haveri 28 januari 1945 fick flygplanen tillfälligt flygförbud och hann aldrig sättas in i strid innan Tysklands sammanbrott. Under Berlinblockaden omgrupperades flera jaktdivisioner från USA till Tyskland i omgångar under namnet operation Fox Able. Det var första gången som enmotoriga jetflygplan korsade Atlanten.

### Koreakriget
Flygplanets verkliga elddop blev Koreakriget där den användes för både jakt- och attackuppdrag. Den 8 november 1950 utkämpades den första luftstriden mellan jetflygplan, en strid som utföll till F-80:ans fördel när Löjtnant Russell Brown träffade och svårt skadade en sovjetisk MiG-15. F-80 var dock underlägsen MiG-15 i både hastighet och beväpning och ersattes snart av North American F-86 Sabre i jaktrollen.
Totalt förlorades 277 stycken F-80 i Korea; 113 sköts ner av luftvärnseld och 14 av fientligt flyg. F-80:or sköt ner 17 fientliga flygplan i luftstrid och förstörde ytterligare 24 stycken på marken.

## Varianter
- XP-80 – Den första prototypen med Goblin-motor. En byggd.
- XP-80A – Andra prototypen med Derwent-motor. Två byggda.
- YP-80A – Förproduktionsserie. Tolv byggda.
- P-80A – Första produktionsserien. 524 byggda.
- FP-80A – Fotospaningsversion. 152 byggda.
- F-80A – Ny beteckning på P-80 införd 1948.
- RF-80A – Ny beteckning på FP-80 införd 1948.
- XP-80B – Prototypversion för P-80B
- F-80B – Ny version med starkare motor och katapultstol.
- XP-80R – Ett flygplan ombyggt för högfartsprov. Världens snabbaste flygplan 19 juni – 20 augusti 1947.
- F-80C – Förbättrad version med starkare motor. 798 byggda och 128 ombyggda från F-80A.
- RF-80C – Fotospaningsversion med samma förbättringar som F-80C.
- QF-80 – Uttjänta flygplan konverterade till målrobotar.
- T-33 – Tvåsitsig skolversion. 6 557 byggda.
- F-94 Starfire – Nattjaktversion med radar.

## Användare
- Chiles flygvapnen
- Colombias flygvapen
- Ecuadors flygvapen
- Perus flygvapen
- Uruguays flygvapen
- USA:s flygvapen